# 暢華
暢華（1476年—1534年），字子實，號西渭，陝西鞏昌府隴西縣人，民籍，明朝政治人物。

## 生平
弘治十七年（1504年）陝西鄉試第四十七名舉人。正德十二年（1517年）中式丁丑科會試第三百二十八名，登第三甲第一百六十七名進士。刑部观政，授无锡县知县，嘉靖二年（1523年）癸未擢刑部广东司主事，七年奉命决狱畿内，平反实多，寻升刑部福建司员外郎。八年复奉命审录，丁内艰归。服除，九年升山西按察司佥事，改河東道佥事，嘉靖十三年（1534年）累疏乞休归，同年八月二十七日卒，享年五十九。

## 家族
曾祖暢和甫；祖父暢茂，永乐甲午举人，曾任阳谷知縣；父暢祿，國子生，曾任孟津、祥符二縣主簿，贈刑部主事。前母呂氏；母蒙氏，封太安人。